# Cadence Jazz Records
Cadence Jazz Records ist ein US-amerikanisches Jazz-Label.
Cadence Jazz wurde im Jahr 1980 von Bob Rusch in Redwood im US-Bundesstaat New York gegründet. Cadence Jazz Records ist verbunden mit dem Cadence Magazine, dessen langjähriger Herausgeber Rusch ist. Bis 2008 erschienen auf dem unabhängigen Label über 160 Alben amerikanischer, aber auch europäischer Musiker. Das Label deckt die meisten Stilbereiche des Modern Jazz bis hin zum Free Jazz und zum Modern Creative ab. Zu einem geringen Teil überschneidet sich das Repertoire der Künstler mit dem des 1996 geschaffenen Sublabels CIMP, das sich zusätzlich auch der improvisierten Musik widmet. 

## Künstler
Auf Cadence Jazz nahmen Musiker wie Ahmed Abdullah, Chet Baker, Marilyn Crispell, Bill Dixon, Barbara Donald, Dominic Duval, Frode Gjerstad, Beaver Harris, Fred Hess, Noah Howard, Paul Lovens, Frank Lowe, Michael Lytle, Kalaparusha Maurice McIntyre, Michael Bisio, Jemeel Moondoc, Ivo Perelman, Saheb Sarbib, Paul Smoker, Glenn Spearman und Thorgeir Stubø auf.